# シンガポール芸術大学
シンガポール芸術大学は、シンガポールにある公費資金援助を受けた私立の連邦制大学で、南洋芸術学院とラサール芸術大学が同盟を結成しています。大学は2023年第3四半期に応募を受け付け、2024年8月に開学する予定です。大学は、ミドルロードの国立デザインセンターで運営されます。大学はシンガポールで7番目の大学であり、公費資金援助を受けた唯一の私立大学でもあります。大学は学位授与権も持っています。
| サブスタブ | この項目は、まだ閲覧者の調べものの参照としては役立たない、書きかけの項目です。この項目を加筆・訂正などしてくださる協力者を求めています。このテンプレートは分野別のサブスタブテンプレートやスタブテンプレート（Wikipedia:分野別のスタブテンプレート参照）に変更することが望まれています。 |